# Trypostega henrychaneyi
Trypostega henrychaneyi är en mossdjursart som beskrevs av Tilbrook 2006. Trypostega henrychaneyi ingår i släktet Trypostega och familjen Trypostegidae. Inga underarter finns listade i Catalogue of Life.